# 리유니언 (2020년 영화)
《리유니언》(영어: Reunion)은 2020년 공개된 뉴질랜드의 공포 영화이다. 제이크 마하피가 감독과 각본을 맡고, 줄리아 오먼드 등이 출연하였다.

## 줄거리
임신한 흑마법 학자 엘리는 조부모님이 돌아가신 후 유년 시절 뉴질랜드 집으로 돌아온다. 사이가 소원한 어머니 아이비와 재회한 엘리는 기억 저편에 묻어두었던 어릴 적 트라우마를 떠올린다.   

## 출연
- 줄리아 오먼드 - 아이비 역
- 에마 드레이퍼 - 엘리 역
- 존 바크 - 잭 역
- 코언 홀러웨이 - 거스 역
- 낸시 브러닝 - 캐시 역